# Николаев, Сергей Николаевич (футболист)
Сергей Николаевич Николаев (24 сентября 1978, Лукоянов, Горьковская область, РСФСР, СССР) — российский футболист, играл на позиции нападающего.

## Карьера
Родился 24 сентября 1978 года в городе Лукоянове, в Горьковской области.
Воспитанник нижегородского СДЮСШОРа № 8.
С 1994 по 1995 годы играл в нижегородском любительском клубе «Динамо-Абсолют». В начале 1995 года параллельно выступал в другом любительском клубе из Нижнего Новгорода — «Торпедо-Виктория».
Летом 1995 года подписал свой первый профессиональный контракт и перебрался в нижегородский «Локомотив». 30 августа 1995 года в выездном матче 23-го тура против «Ростсельмаша», выйдя на замену на 75-й минуте встречи вместо Владимира Найданова, провёл свой единственный матч за «Локомотив» в Высшей лиге.
В 1996 и 1997 году числился в
«Локомотиве», однако провёл 27 матчей за вторую команду в третьей лиге.
С 1999 по 2000 год играл за любительский клуб «Спартак» (Ворсма) в высшей лиге Нижегородской области.
В 2005 году играл за любительский клуб «Локомотив» (Лукоянов) в первой лиге Нижегородской области.
С 2008 года - играющий тренер «Алатыря» из Лукояновского района, играющего во второй лиге Нижегородской области. В 2018 сосредоточился на тренерской деятельности.